# Bundinja
Bundinja is een geslacht van rechtvleugeligen uit de familie Morabidae. De wetenschappelijke naam van dit geslacht is voor het eerst geldig gepubliceerd in 1976 door Key.

## Soorten
Het geslacht Bundinja omvat de volgende soorten:
- Bundinja carpentaria Key, 1976
- Bundinja missiliformis Rehn, 1952
- Bundinja phasma Rehn, 1952